# Walter Csaba
Walter Csaba (1979. december 29. – ) magyar bajnok autóversenyző.
Édesanyja Evarics Katalin nőiruha-készítő, tanár, vállalkozó. Édesapja Walter György villamosmérnök, 2011-ben elhunyt. Egy idősebb féltestvére van, Zsolt.
Budafokon járt iskolába, felsőfokú tanulmányait először a BME-n, majd a Budapesti Műszaki Főiskolán végezte, az utóbbinál szerezte két diplomáját (gépészmérnök és minőségbiztosítási szakmérnök). Egyedülálló diplomamunkáját a versenyfutóművekről írta Cserkuti József, örökös magyar bajnok autóversenyző irányításával – ő később a versenypályákon is mentora lett. Angolul és németül beszél.
1999-ben ismerkedett meg feleségével, a 2019 decemberében a Nemzetközi Automobil Szövetség GT szakbizottságába beválasztott Dancsó Adriennel, akivel közös szenvedélyük az autósport. 2004-ben az Opel Astra Kupában (amelyet apósa, Dancsó Pál és Cserkuti József talált ki és valósított meg) egymás ellen is versenyeztek. 2006-ban házasodtak össze, hol máshol, mint a Hungaroringen.

## Pályafutása
Walter Csaba versenyzői pályafutása 1999-ben kezdődött. Kezdetben – tanulmányai mellett – sportbíróként tevékenykedett különböző versenyeken és autós eseményeken a Hungaroringen. Ezután a Racing System Kft. létrehozta az első autós versenyzőképző iskolát Magyarországon, ahol az első kurzus egyik résztvevője (és nyertese) lett. 
Karrierje elején a Magyar Gyorsasági Autós Bajnokságban versenyzett a Főnix Motorsport színeiben. Az Opel Astra Kupában szerepelt, majd innen feljebb lépve egy BMW M3-as versenyautóval folytatta, amellyel három kategóriabajnoki címet szerzett. 2008-ban abszolút magyar bajnok lett egy Porsche 997 GT3 versenyautóval. Ugyanebben az évben belekóstolt a hosszú távú versenyzésbe: elindult a legendás Zöld Pokolban, a Nordschleifén rendezett 24 órás versenyen (technikai hiba miatt kiesett), majd az év végén a Schubert Motorsport színeiben abszolút ötödik helyezést ért el a hungaroringi 12 órás versenyen, amivel megnyerte a D1-es kategóriát is. 
2009-ben az immár a BMW Magyarország támogatását is élvező BMW Team Hungary színeiben született meg az első történelmi siker: első magyar csapatként és versenyzőként, a kategória ötödik helyén sikerült célba érni a nürburgringi 24 órás versenyen, ezután év végén még egyszer kategóriát nyert a 12 órás hungaroringi futamon. 2010-ben a BMW Team Hungary színeiben megnyerte a dubaji 24 órás verseny dízel kategóriáját, majd pole pozíciót szerzett a nürburgringi 24 óráson a BMW Team Hungary számára a dízel kategóriában, de a csapat a versenyből kiesett. 
2009-ben lehetőséget kapott arra, hogy kipróbálhassa magát egy gyári csapatnál: Alpina B6 GT3 versenyautóval, kitűnő profi csapattárssal – Claudia Hürtgennel – részt vett az FIA GT3 Túraautó Európa-bajnokságon, ahol teljes szezont teljesített. 2010-ben és 2011-ben is Claudia Hürtgennel versenyzett BMW Z4 GT3-as autóval a félgyári német Schubert Motorsport színeiben. 
A három közös év több dobogós helyezést hozott, sőt 2010-ben Jaramában Walterék duója nyerte az Európa-bajnoki futamot. Ugyanebben az évben sokáig a bajnoki dobogóra is esélyesek voltak a pontversenyben, de végül negyedikek lettek a bajnokságban. Ahogy teltek az évek, Walter több meghívást is kapott egyéb sorozatokba: 2010-ben a Blancpain Lamborghini Supertrofeóban, majd a Formula–1-es magyar nagydíj betétfutamaként is futó Porsche Szuperkupában VIP-versenyzőként vett részt, ahol a legjobb VIP-eredményt érte el abban a szezonban.
Több mint tíz éve rendszeresen indul nürburgringi versenyeken, számos közép- és hosszú távú versenyen vett már részt különböző német csapatoknál. Az RCN bajnokságban egyszer abszolút futamgyőzelmet is szerzett kupás Porschével, de a legtöbb versenyt a VLN német hosszú távú bajnokság keretein belül teljesítette. 
Itt több kategóriagyőzelem is fűződik a nevéhez, de a legnagyobb eredménye az volt, amikor 2016-ban az ő régi Porsche 911 GT3 Cup versenyautójával (Black Beauty) kategóriagyőztes lett a 24 órás versenyen. A rent2Drive Racing az SP6-os géposztályt nyerte meg, de két évvel később, 2018-ban még ennél is nagyobb sikert ünnepelhettek közösen: a második legerősebb kategóriában, az SP8-ban lettek győztesek, szintén Porschével (911 GT3 Cup MR). 
Összesen nyolc alkalommal indult a nürburgringi 24 órás versenyen, ebből négyszer ért célba, kétszer kategóriagyőztesként. A 2010-es BMW Team Hungary-s kategóriagyőzelem után 2018-ban visszatért a dubaji 24 órás versenyre is, amelyet a Lambda Performance meghívott versenyzőjeként, egy Ford GT40 GT3 volánja mögött teljesített. 
Ezzel a magyar autósport legtapasztaltabb és legeredményesebb endurance versenyzőjének számít, várhatóan 2020-ban is rajthoz áll a Nürburgringen.
Autóversenyzői karrierje mellett hivatásos sportfelügyelőként is dolgozik. Sportfelügyelői pályafutása eddigi legfontosabb feladatát a 2019-es Magyar Nagydíjon kapta, ahol a betétsorozat Porsche Szuperkupa sportfelügyelői delegáltjai közé került.